# Carlos Cuesta Arce
Carlos Cuesta Arce (Gijón, 1971) és un periodista i presentador de televisió espanyol.

## Experiència professional
Abans d'arribar a Veo Televisión passa per diferents mitjans d'Unidad Editorial.
Entra a formar part de la plantilla del diari econòmic Expansión en 1994 fins a 2008. Allí comença com a redactor per a temes fiscals i passa per la secció jurídica on exerceix com a responsable. Després de ser nomenat cap de secció d'Economia i Política, arriba a convertir-se en redactor cap d'Economia i Política.

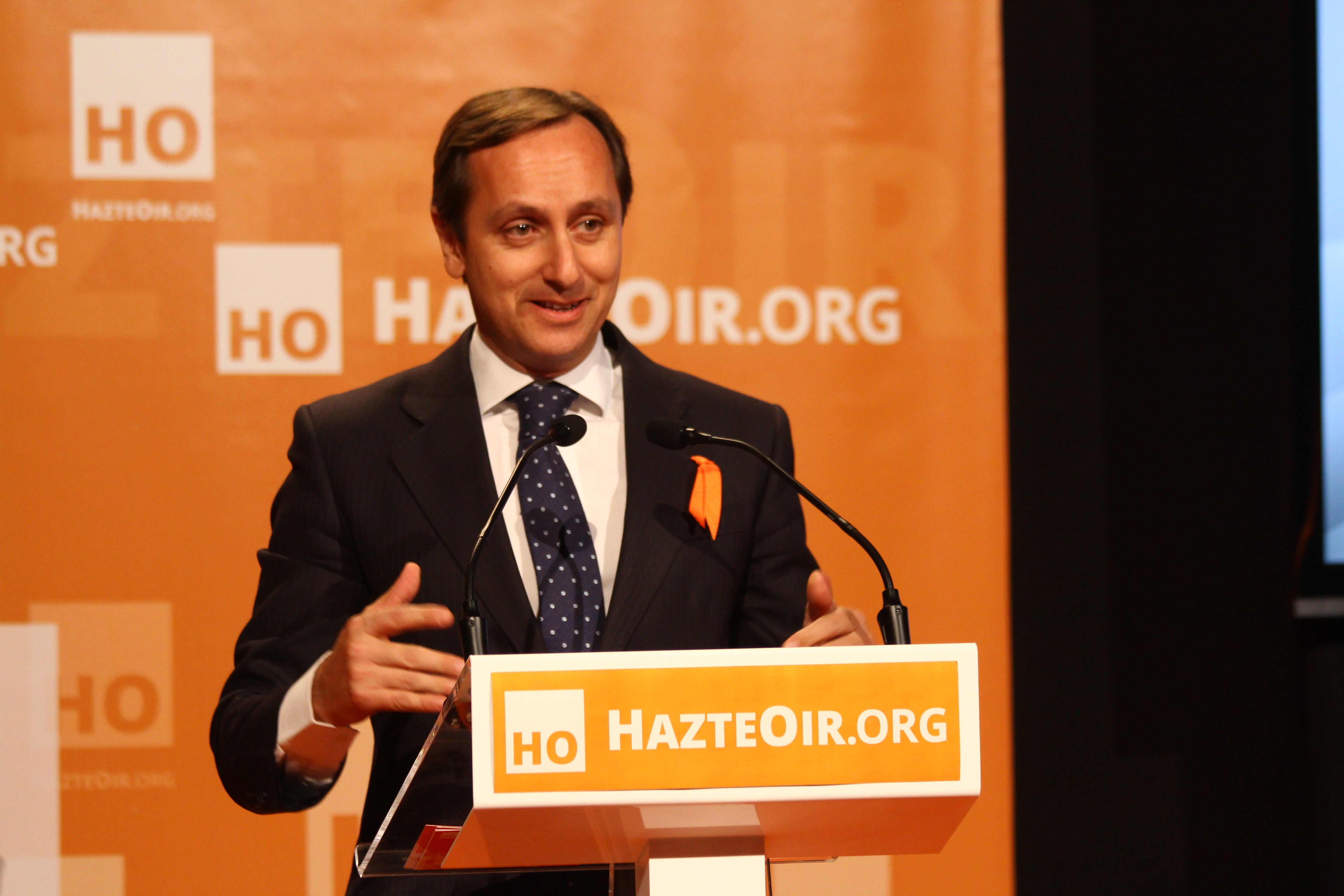
Fotografiat durant l'edició de 2014 dels Premis HazteOír

En 2009 és nomenat redactor cap d'El Mundo.
Entre 2007 i 2008, compagina el seu lloc a Expansión amb el de presentador del programa Veo Expansión. Entre 2009 i 2011, presentarà Muchocuesta i La vuelta al mundo. En setembre de 2011, Carlos Cuesta torna a la televisió d'Unidad Editorial per presentar Con el Mundo a Cuestas a VEO TV, encara que solament durant uns mesos fins al tancament de la cadena.
Entre el 10 de setembre de 2012 i el 31 de gener de 2013, va presentar el programa De hoy a mañana a 13 TV des d'abril d'aquest any fins a setembre de 2017 La Marimorena en la mateixa cadena. Des de setembre de 2012 col·labora en el programa 24 horas, en RNE. Així mateix, des de 2013 també col·labora sovint en els programes de debat El cascabel d'Antonio Jiménez Martínez i Más claro agua d'Isabel Durán, totes dues en el ja esmentat canal 13 TV. Al setembre de 2017 va finalitzar la seva relació contractual amb aquest canal. En setembre de 2017 fou nomenat adjunt al director d'OKDiario. Des de gener de 2018 també col·labora en la tertúlia del programa Asuntos públicos, al Canal 24 horas de TVE. I fou un dels tres periodistes, junt a María Claver i Albert Castillón Goni, que van llegir el manifest conjunt a la Plaça Colón de Madrid després de la manifestació convocada el 10 de febrer d3 2019 per VOX, Ciudadanos i Partido Popular contra la decisió de Pedro Sánchez de nomenar un relator per al procés independentista català.